# McDonaldización

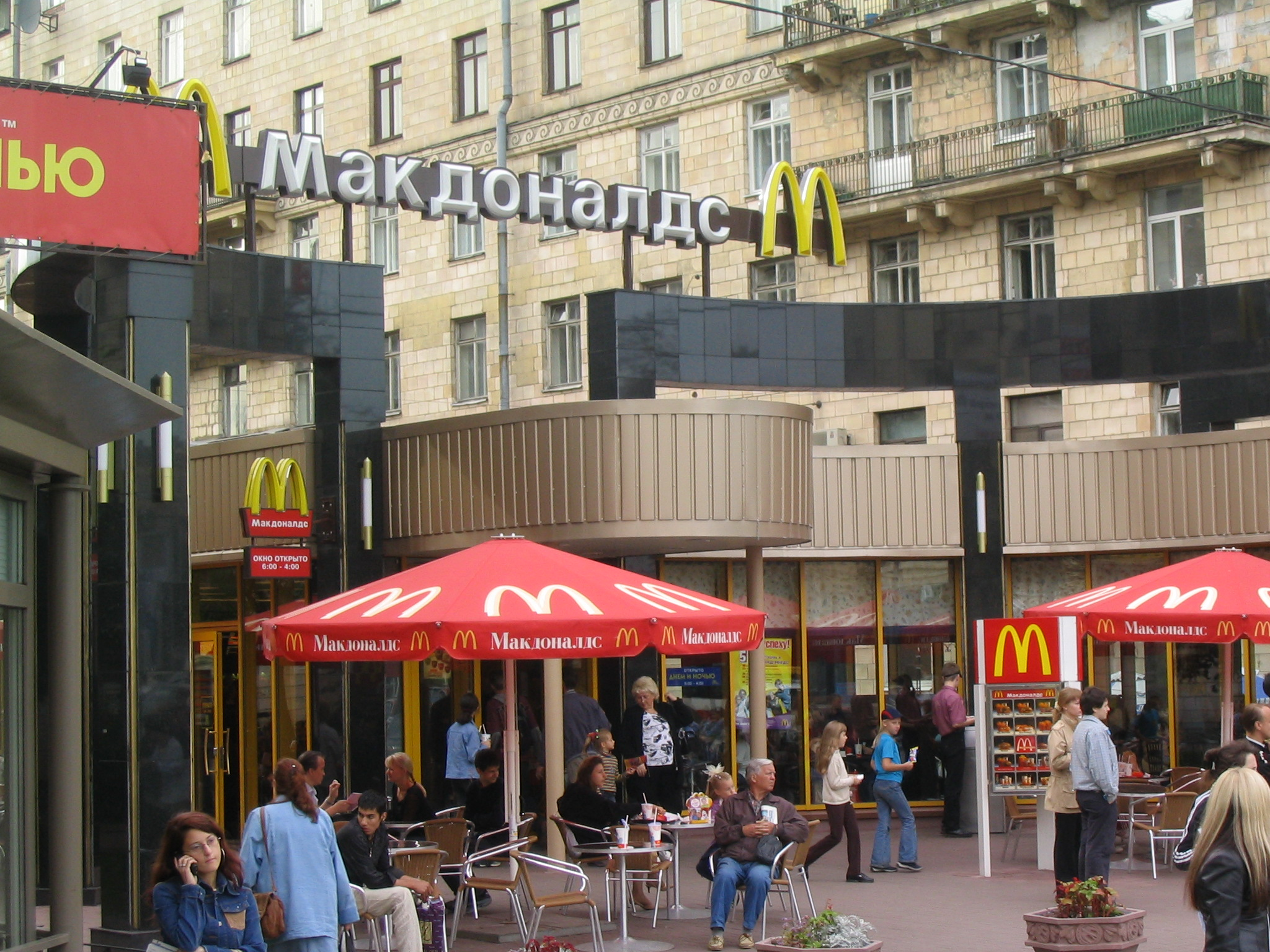
Es un McDonalds en St Petersburg

La McDonaldización de la sociedad (del inglés McDonaldization) es un término empleado por el sociólogo estadounidense George Ritzer en su libro McDonaldization of Society (1995) para designar un fenómeno complejo.
La idea de Ritzer de McDonaldización es una extensión de la teoría clásica de Max Weber (1864-1920) de la racionalización de la sociedad y la cultura moderna. Weber usó la terminología "jaula de hierro" para describir los efectos estratificadores kafkianos de la vida burocratizada, y Ritzer aplicó esta idea a un sistema social influyente en el siglo XXI: McDonalds. Ritzer sostiene que los restaurantes McDonalds se han convertido en el mejor ejemplo de las formas actuales de racionalidad instrumental y sus consecuencias en última instancia irracionales y perjudiciales para las personas.

## Dimensiones
Ritzer identifica cuatro dimensiones racionalizantes de McDonalds que contribuyen al proceso de McDonaldization:
1. Eficiencia: McDonalds ofrece productos de forma rápida y sencilla sin ingresar una cantidad excesiva de dinero. El "modelo de McDonalds" y por lo tanto las operaciones de McDonalds siguen un proceso prediseñado que conduce a un final especificado, utilizando medios productivos. La eficiencia del modelo de McDonalds se ha infiltrado en otros servicios modernos tales como completar formularios de impuestos en línea, programas de pérdida de peso fácil, The Walt Disney Company FASTPASSes y servicios de citas en línea, eHarmony y match.com.
2. Cálculo: América ha crecido para conectar la cantidad de un producto con la calidad de un producto y que "más grande es mejor". El "modelo de McDonalds" es influyente en esta concepción debido a proporcionar mucha comida para no tanto dinero. Mientras que los productos finales alimentan la conexión entre la cantidad y la calidad del producto, también lo hace el proceso de producción de McDonalds. A lo largo de la producción de alimentos, todo está estandarizado y altamente calculado: el tamaño de la empanada de carne, la cantidad de papas fritas por pedido, y el tiempo dedicado a una franquicia. La alta capacidad de cálculo de la franquicia McDonalds también se extiende a académicos. Se piensa que la experiencia académica, en la escuela secundaria y la educación superior, puede ser cuantificada en un solo número, el GPA. Además, la calculabilidad conduce a la idea de que cuanto más largo sea el curriculum vitae o la lista de grados, mejor será el candidato, durante un proceso de solicitud. Además de los académicos que se ven afectados por la McDonaldization en la sociedad, los deportes, especialmente el baloncesto también se han visto afectados. Solía ser que el baloncesto era un juego más relajado y lento, pero a través de la creación de comida rápida y McDonalds, se agregó un reloj de disparo para aumentar no sólo la velocidad del juego, sino también el número De puntos anotados.
3. Previsibilidad: Relacionados con la calculabilidad, los clientes saben qué esperar de un determinado productor de bienes o servicios. Por ejemplo, los clientes saben que cada Big Mac de McDonald's va a ser el mismo que el siguiente; Hay una previsibilidad entendido para el menú, así como la experiencia en general. Para mantener la previsibilidad de cada franquicia, tiene que haber "disciplina, orden, sistematización, formalización, rutina, consistencia y una operación metódica". La previsibilidad de la franquicia de McDonalds también aparece a través de los arcos de oro frente a cada franquicia, así como las secuencias de comandos que los empleados utilizan en los clientes. La Walt Disney Company también tiene regulaciones en vigor, como código de vestimenta para hombres y mujeres, con el fin de aumentar la previsibilidad de cada parque de atracciones o la operación de Disney. La previsibilidad también se ha extendido a secuelas de películas y programas de televisión. Con cada secuela de películas, como Spy Kids 4, o programa de televisión, Law & Order y sus derivados, la trama es predecible y por lo general sigue un modelo preconcebido.
4. Control: Los restaurantes de McDonald's fueron pioneros en la idea de tareas altamente especializadas para todos los empleados para asegurar que todos los trabajadores humanos estén operando exactamente al mismo nivel. Esta es una manera de mantener un sistema complicado funcionando sin problemas; Reglas y regulaciones que hacen posible la eficiencia, la calculabilidad y la previsibilidad. A menudo, se utiliza el uso de tecnología no humana, como computadoras. El alimento de McDonalds ya está "pre-preparado", las patatas ya están cortadas y procesadas, solo necesitan ser fritas y calentadas, y el proceso de preparación de alimentos es monitoreado y rastreado. Las computadoras dicen a los gerentes cuántas hamburguesas se necesitan en la hora del almuerzo y otras horas pico y el tamaño y la forma de los encurtidos, así como la cantidad de ir en una hamburguesa es administrado y control. El aspecto de control de McDonaldization se ha extendido a otras empresas, Sylvan Learning y sistemas operativos de teléfonos, e incluso el nacimiento y la muerte. Cada paso del proceso de aprendizaje en Sylvan, las mesas en forma de U y los manuales de instrucciones, se controla, así como cada paso del proceso de parto, en los hospitales de hoy en día, y el proceso de morir.
McDonaldization es rentable, deseable, y en la vanguardia de los avances tecnológicos. Muchos "McDonald's" aspectos de la sociedad son beneficiosos para el avance y la mejora de la vida humana. Algunos afirman que la racionalización conduce a sociedades "más igualitarias". Por ejemplo, los supermercados y las grandes tiendas de abarrotes ofrecen variedad y disponibilidad a diferencia de los mercados de pequeños agricultores de generaciones pasadas. La McDonaldación de la sociedad también permite que las operaciones sean más productivas, mejoren la calidad de algunos productos y produzcan servicios y productos a menor costo. La Internet ha proporcionado innumerables nuevos servicios a personas que antes eran imposibles, como la comprobación de estados de cuenta bancarios sin tener que ir a un banco o ser capaz de comprar cosas en línea sin salir de la casa. Estas cosas son todos efectos positivos de la racionalización y McDonaldization de la sociedad.
Sin embargo, McDonaldization también aliena a la gente y crea un desencanto del mundo. La normalización creciente de la sociedad deshumaniza a las personas ya las instituciones. La sensación de "línea de montaje" de los restaurantes de comida rápida está trascendiendo muchas otras facetas de la vida y alejando a la humanidad de experiencias previamente humanas. A través de la implementación de máquinas y computadoras en la sociedad, los seres humanos pueden comenzar a "comportarse como máquinas" y por lo tanto "ser reemplazados por máquinas".